# Vietacheta fumea
Vietacheta fumea är en insektsart som beskrevs av Andrej Vasiljevitj Gorochov 1992. Vietacheta fumea ingår i släktet Vietacheta och familjen syrsor. Inga underarter finns listade i Catalogue of Life.